# (17860) Roig
(17860) Roig é um objeto rochoso que integra a região central do cinturão principal de asteroides. 17860 Roig foi descoberto em 22 de maio de 1998 pelo Projeto de Busca de Objetos Próximos à Terra do Observatório Lowell  (LONEOS) na Estação Anderson Mesa.

## Designação e nome
Este objeto foi batizado em homenagem Fernando Roig (nascido em 1968), do Observatório Nacional, no Rio de Janeiro, é reconhecido por seus estudos sobre o esgotamento da lacuna de Hécuba e por sua colaboração no desenvolvimento de um método para calcular os elementos orbitais próprios para os Troianos de Júpiter.

## Parâmetros físicos
O asteroide (17860) Roig possui magnitude absoluta igual 14,4 , diâmetro de 3,7 km, albedo geométrico de 0,295  e período de rotação igual 2,964h